# Джамалдинов, Султан Шавхалович
Султан Шавхалович Джамалдинов (1 марта 1935 года, Хасавюрт, Дагестанская АССР, РСФСР, СССР — 23 декабря 2003 года, Москва) — член Верховного Совета Российской Федерации (1990—1993).

## Биография
Родился 1 марта 1935 года в городе Хасавюрт Дагестанской АССР. По национальности — чеченец.

## Образование
Окончил Высшую школу Министерства внутренних дел СССР.

## Звание
Имел воинское звание генерал-майора.

## Политическая деятельность
Член КПСС до августа 1991 года.

### Избрание народным депутатом РСФСР
В 1990 году избран по Кизилюртовскому территориальному округу №811 народным депутатом РСФСР. Член Комитета Верховного Совета по законодательству и Комиссии Совета Национальностей Верховного Совета Российской Федерации по репрессированным и депортированным народам (с 22 января 1992 года). В работе парламента участвовал, будучи членом фракции «Суверенитет и равенство». Являлся членом Комиссии Президиума Верховного Совета по проблемам советских немцев, принимал участие в работе фракции «Коммунисты за демократию», был членом депутатской группы Федерации независимых профсоюзов России.